# كلوانق (أذر شهر)
كلوانق هي قرية في مقاطعة أذر شهر، إيران. عدد سكان هذه القرية هو 368 في سنة 2006.